# Битва в Хюртгенском лесу
Битва в Хюртгенском лесу (19 сентября — декабрь 1944 года, в разных работах датировка различается) — серия ожесточённых боёв между американскими и германскими войсками во время Второй мировой войны в лесу Хюртген, ставшие самым длинным сражением на немецкой земле во Второй мировой войне и самым длинным из всех сражений, в котором когда-либо участвовала армия США. Традиционно считается, что битва продолжалась с 19 сентября 1944 года по декабрь этого же года, но боевые действия в районе в целом велись с 14 сентября 1944 года по приблизительно 10 февраля 1945 года на площади в почти 130 км2, к востоку от германо-бельгийской границы.

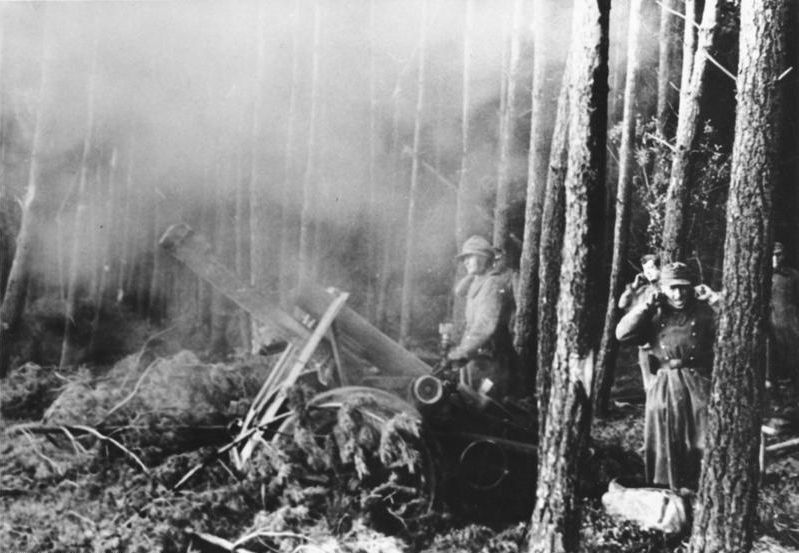
Огонь ведёт немецкое 15-см тяжёлое пехотное орудие обр. 1933 года, 22 ноября

## Планы союзников
Главной целью командования армии США было «связать» немецкие силы в этой области, чтобы не позволить им привести подкрепления к линии фронта дальше на севере — к битве при Арнеме, где Союзники в то время вели окопную войну возле ряда городов и деревень, где находились полевые укрепления, противотанковые ловушки и минные поля. Второй целью, возможно, было охватить линию фронта с фланга. Американскими начальными целями было захватить Шмидт (в настоящее время — район г. Нидегген) и очистить Моншау. Во второй фазе Союзники хотели продвинуться к реке Рур в рамках операции «Королева».

## Планы Вермахта
Генерал-фельдмаршал Вальтер Модель намеревался воспрепятствовать проведению этого наступления Союзниками. Несмотря на то, что он терял время в каждодневных перемещениях техники в районе Арнема, он всё ещё был хорошо информирован о ситуации на фронте и замедлял продвижение Союзников, нанося им большой ущерб и активно используя возможности немецкой оборонительной линии, известной как «Линия Зигфрида».

## Потери

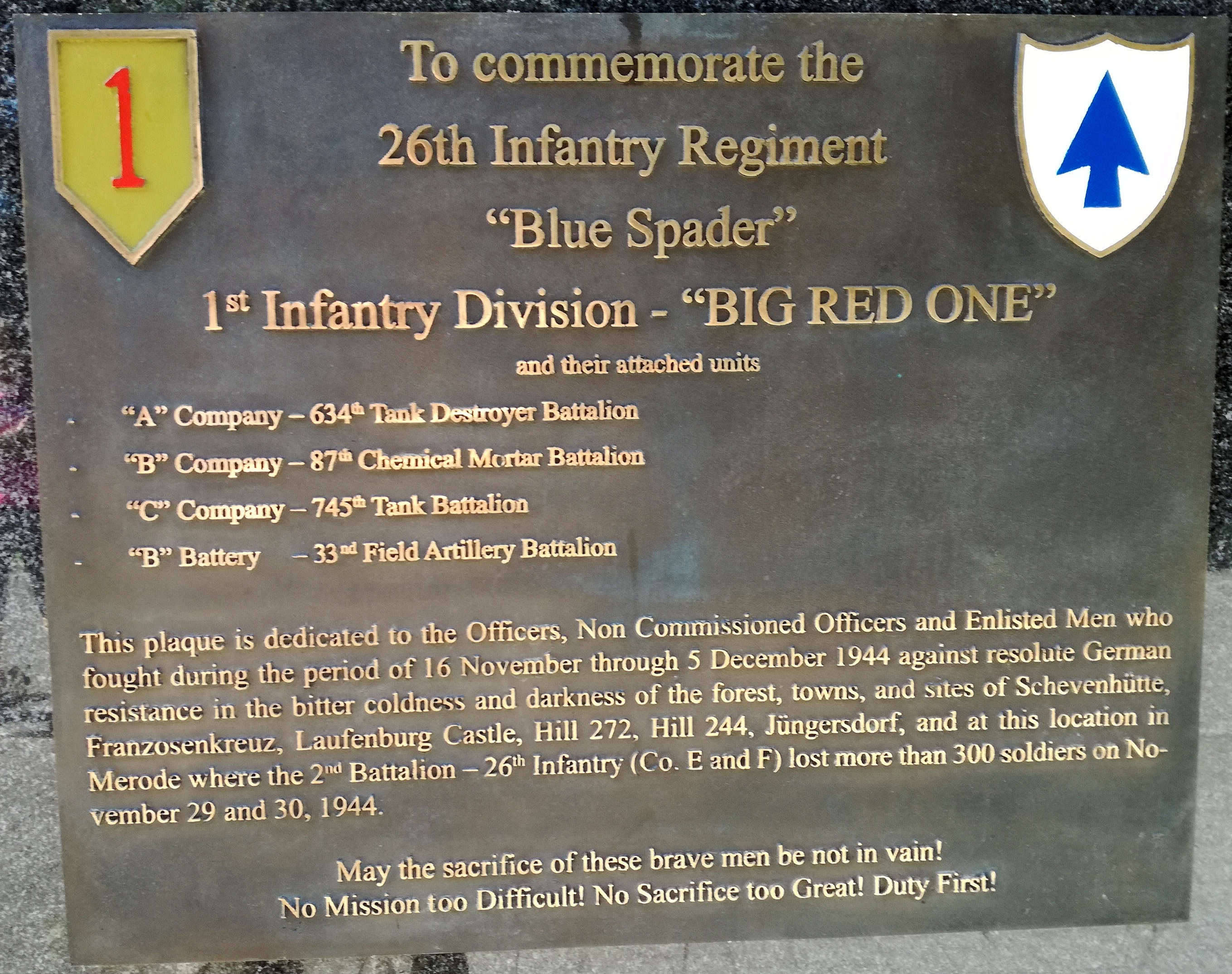
Мемориальная доска, Лангервеэ, Германия

Битва в Хюртгенском лесу стоила американской армии по меньшей мере 12 тыс. жизней и 21 тыс раненных и больных; потери немцев составили 28 тыс. человек, из которых 12 тыс. погибли. Аахен в итоге пал 22 октября — вновь при огромных потерях американской армии. Наступление 9-й армии на Рур развивалось не лучше: американцы не смогли пересечь реку или отбить у немцев контроль над её дамбами. Потери в Хюртгене были настолько огромны, что битва была названа Союзниками «поражением первой величины».

## Итоги
Немцы отчаянно защищали область по двум причинам: эта местность служила районом для сосредоточения войск для Арденнского наступления (основная часть которого разыгралась в Арденнах), которое в то время уже подготавливалось, и из-за горного прохода к дамбе Швамменауэль у озера Рур, которая, будучи открытой, могла бы затопить все низменности вниз по течению и исключить любую возможность пересечения реки. Союзники потерпели в этой битве несколько серьёзных поражений, и немцы смогли удержать область до того момента, как они начали своё последнее и главное наступление на Западном фронте в Арденнах.
Алексей Исаев написал, что американские войска познали прелести сражения в глухом, тёмном лесу с высоченными деревьями, нашпигованном минами и «жалящими» в упор 88-мм FlaK, без артиллерийской и авиационной поддержки. В сентябрьских боях 3 танковая и 9 пехотная дивизии потеряли до 80% личного состава, не достигнув никаких результатов. 2 ноября 1944 года в мясорубку была брошена 28 пехотная дивизия, которая также понесла тяжелые потери. К 13 ноября все офицеры пехотных рот были убиты или ранены. Но генерал Брэдли упорствовал в захвате Хюртгенского леса. В бой вступила 4 пехотная дивизия. Это также не принесло желаемых результатов. С 7 ноября по 3 декабря 1944 года 4 дивизия потеряла свыше 7 тысяч человек. Один из командиров рот этой дивизии, лейтенант Вильсон докладывал: «Мы начали с полнокровной ротой из 162 бойцов, а потеряли 287 человек». Тогда наступила очередь 8 пехотной дивизии. К декабрю потери американских войск в этом районе достигли 24 тысячи человек. 28 пехотная дивизия была выведена из Хюртгенского леса на отдых в Арденны, где вскоре началось немецкое наступление. И мрачный солдатский юмор назвал эмблему дивизии в виде красной трапеции — «ведром с кровью».

## В массовой культуре
- Роман Эрнеста Хемингуэя «За рекой в тени деревьев»: главный герой американский полковник Ричард Кантуэлл на протяжении нескольких глав вспоминает о событиях данной операции, в которых он принимал участие.
- Фильм «Когда молчат фанфары».
- Компьютерная игра Call of Duty  — миссии «Хуртген».
- Компьютерная игра Call of Duty 2  — миссии «Бергштайн», «Рейнджеры идут первыми» и «Бой за высоту 400» происходят во время битвы в Хюртгенском лесу.
- Компьютерная игра Call of Duty: WWII — миссии «Фабрика Смерти» и «Высота 493» посвящается битве в Хюртгенском лесу. По сюжету там сражается 1-я пехотная дивизия.
- Песня «Return To Sanity» группы Heaven Shall Burn посвящена боям в Хюртгенском лесу.
- «Хюртгенский Лес» — одна из локаций компьютерной многопользовательской игры War Thunder.